# Schwannoma
Schwannoma, Neuroma, Neurolemoma ou Neurilemoma é um tumor do sistema nervoso periférico originado nas células de Schwann. As células de Schwann são responsáveis pela criação de uma membrana isolante elétrica ao redor do axônio dos neurônios periféricos, a bainha de mielina, e também que atuam regenerando nervos. Geralmente o termo "Schwannoma" se refere a um tumor benigno e de crescimento lento. Os raros casos cancerosos devem ser chamados de Schwannoma maligno. 

## Tipos

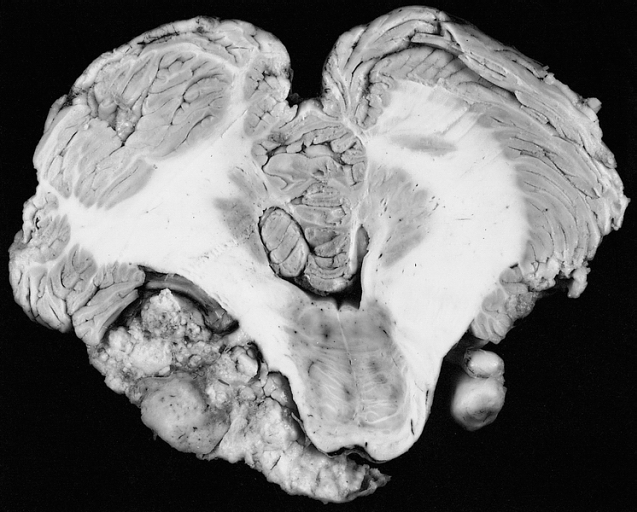
Neuroma do nervo acústico bilateral em paciente com Neurofibromatose tipo 2.

Os locais mais comuns afetados por Schwannomas são:
- O oitavo par cranial (nervo acústico)
- O principal nervo da perna (nervo ciático)
- Os nervos na parte superior do braço (plexo braquial)
- Os nervos da parte inferior das costas (plexo sacral)

## Causas
A causa geralmente é desconhecida, mas Schwannomas bilaterais ou recorrentes são comuns e portadores de neurofibromatose. Geralmente é diagnosticado entre os 30 e 50 anos.

## Sinais e sintomas
O sintoma mais habitual é dor e problemas sensitivos ou motores moderados pela compressão sobre os nervo circundantes. Os sintomas variam dependendo do nervo afetado, por exemplo:
- A compressão do nervo auditivo pode causar perda auditiva em um ouvido, tinido, dor e paralisia facial.
- A compressão do nervo trigêmio pode causar dor intensa e constante ao falar, comer, beber e ainda dormência ou paralisia facial.
- Schwannomas dentro do canal espinhal podem se estender para dentro ou para fora do canal vertebral ao longo de uma raiz nervosa da medula espinhal. Ao comprimir a medula podem causar fraqueza, problemas digestivos e/ou dificuldade para controlar a urina, esfincter anal ou genital.
- A compressão da raiz nervosa de um braço ou perna pode causar dor, fraqueza, rigidez ou dormência no braço ou perna afetado.

## Diagnóstico
Exames de imagem com ressonância magnética ou tomografia computadorizada podem localizar e medir o tamanho do tumor. Uma biópsia pode ser usada para confirmar o diagnóstico.

## Tratamento
Schwannomas benignos podem não precisar de tratamento enquanto não estão causando nenhum sintoma. A cirurgia é por vezes necessária, se o tumor está pressionando um nervo, causando dor, problemas sensitivos ou motores. Schwannomas malignos também devem ser removidos com cirurgia e radioterapia, usada frequentemente após cirurgia para ajudar a reduzir o risco de recorrência. Remover o tumor com cirurgia é difícil porque o cirurgião pode danificar os nervos envolvidos durante a tentativa de remoção do tumor. Além da terapia com radiação e cirurgia, podem também ser necessárias sessões de quimioterapia. Quando um tumor não pode ser removido, a terapia com doses elevadas de radiação podem ser utilizados para direcionar o tumor. Caso o tumor seja muito grande, a quimioterapia pode ser usada para reduzir seu tamanho antes da cirurgia.